# Papieska Akademia Niepokalanej
Papieska Akademia Niepokalanej − instytucja naukowa o kierunku mariologicznym, założona w 1835, uznana za papieską w 1864, zreorganizowana przez papieża Benedykta XV w 1921 r. Siedziba mieści się w klasztorze franciszkańskim Dwunastu Apostołów w Rzymie.